# Jakub Klíma
Jakub Klíma (* 28. srpna 1998 Nymburk) je český profesionální fotbalista, který hraje na pozici středního obránce za český klub FC Hradec Králové. Je také bývalým českým mládežnickým reprezentantem.

## Klubová kariéra
Klíma je odchovancem Mladé Boleslavi. Před sezonou 2018/19 se zapojil do přípravy s boleslavským A-týmem, po které zamířil na hostování do druholigových Pardubic, kde se záhy stal členem základní sestavy. V dubnu 2019 si přivodil zranění, které ho vyřadilo ze hry až do konce července. Z listopadového utkání proti Bohemians si zase odnesl otřes mozku. V červenci 2021 odešel na roční hostování s opcí do Hradce Králové.

### Hradec Králové
Po sezóně 2021/22 přestoupil do Hradce natrvalo. Stal se stabilním členem obrany týmu v následujících sezónách. Pod vedením trenéra Horejše začal hrát na pozici pravého krajního obránce. Klíma se nicméně zapsal i neobvyklým způsobem, neboť na svůj první gól v lize čekal 7 sezón. Ten vsítil ve 175. zápase v nejvyšší soutěži, což ho zařadilo na čtvrté místo mezi hráči s nejdelší sérií zápasů bez gólu. Na konci sezóny 2024/25 mu vyprší smlouva, klub oznámil jeho nadcházející odchod do Zbrojovky Brno.